# Tarcsay Zoltán
Tarcsay Zoltán (Budapest, 1987. június 12. –) magyar költő, író, műfordító.

## Élete
1987-ben, Budapesten született. Középiskolai tanulmányait az Eötvös József Gimnáziumban végezte, majd az ELTE Bölcsészettudományi Karán, illetve fél évig a Leideni Egyetemen tanult. Magyar alapszakos diplomáját 2009-ben, Irodalom- és kultúratudomány mesterszakos diplomáját 2012-ben szerezte meg. Jelenleg Bristolban él, irodalmi tevékenysége mellett kiadványszerkesztéssel és programozással foglalkozik.

## Munkássága
Az Apokrif irodalmi folyóirat egyik alapítója, 2012-ig a lap szerkesztője és prózarovatának vezetője, 2012 és 2014 között főszerkesztő-helyettese, majd 2014-től a folyóirat és az Apokrif Könyvek sorozat arculatáért felelő, valamint borítótervező munkatársa. 
Irodalmi pályafutását generációja számos alkotójához hasonlóan az Apokrif folyóiratban publikálva kezdte, versei, novellái, regényrészletei, paródiái és műfordításai 2008 óta jelennek meg az Apokrif mellett egyebek között a 2000, az Art7, az Élet és Irodalom, a Forrás, az Irodalomismeret, a Kulter.hu, a Műút, a Pannon Tükör, a Tiszatáj és az Új Forrás hasábjain. 
Norman Jope, kortárs angol költő magyar fordítója. 2017-ben Jope (magyar vonatkozású műveiből) válogatott, s ilyen kompozícióban kizárólag magyar nyelven létező verseskötetének tervével diadalmaskodott az Apokrif Könyvek pályázat az évi kiírásában, melynek eredményeképp jelent meg 2018-ban, az Apokrif Könyvek sorozat 7. darabjaként Norman Jope Gólyák és rétesek című első magyar nyelvű kötete az ő fordításában. 
2020-ban (Stolcz Ádámmal együtt) ő lett az első olyan szerző, aki egynél több kötettervvel is sikerrel pályázott az Apokrif Könyvek pályázat keretében. Díjazott pályaműve, A befejezhetetlen című regény a 2022-es Ünnepi Könyvhétre jelent meg az Apokrif és a Fiatal Írók Szövetsége közös kiadásában.
Stílusának főbb jellemzői a fanyar irónia, a metanyelvi önreflexió, a játékos szövegalkotás és klasszikus, hagyományos versformák előnyben részesítése. Legfőbb irodalmi hatásainak Kosztolányi Dezső, Parti Nagy Lajos, Nádasdy Ádám, Esterházy Péter és Umberto Eco írásai tekinthetők. Novellisztikájáról Torma Mária írja az Apokrif 2011/2. számában: "épp a prózanyelv összhangzattana, amely tovább görgeti a Tarcsay-szövegeket azon a képzeletbeli pályán, melyet íróinak hívunk. A hangzás igazán kiemeltté válik, s nem csupán a gyakorta alkalmazott pengő mondatok burjánzását kell ezalatt elsősorban értenünk, hanem főként az időzítés pontosságát, mellyel írásainak jól felismerhető ritmusát teremti meg: a forma, valamint az akadékoskodón közbetüremkedő nyelv ütemhangsúlyait".

## Művei

### Kötetek
- A befejezhetetlen, Budapest, Apokrif–Fiatal Írók Szövetsége, 2022

### Műfordítás
- Norman Jope: Gólyák és rétesek, Budapest, Apokrif–Fiatal Írók Szövetsége, 2018

### Antológiákban
- Beszámított veszteség (szerk.: Fráter Zoltán), Budapest, Napkút Kiadó, 2009

### Fontosabb publikációk
- Willam Shakespeare: 75. szonett, John Keats: Időjárás-jelentés, Johann Wolfgang von Goethe: Változás (műfordítások), Apokrif, 2008
- Valavala (eposzparóda, részlet), Apokrif, 2011
- Mágia, Savany, Halotti beszéd (versek), Élet és Irodalom, 2011
- A fantazmicitás illuzóricitása a hallucinatóricitás imagináricitásában (tanulmányparódia), 2000, 2011
- Kosztolányi Dezső: Halál-arc (paródia), Apokrif, 2016
- Norman Jope: Tavasz (műfordítás), Műút, 2018
- Kiderülés (regényrészlet), Pannon Tükör, 2019
- Mao Tei és a befejezhetetlen(regényrészlet), Forrás, 2020
- A befejezhetetlen (részlet egy hamarosan megjelenő regényből), Népszava, 2021
- A befejezhetetlen (regényrészlet), Tiszatáj, 2021
- A befejezhetetlen (regényrészlet), Dunszt.sk., 2021
- Inzáj-nemzáj (regényrészlet), Új Forrás Online, 2022

## Díjai
- Apokrif Könyvek pályázat, 2017 (Norman Jope Gólyák és rétesek című kötettervének fordításával)
- Apokrif Könyvek pályázat, 2020 (A befejezhetetlen című regény kéziratával)

## Kritikák
- Torma Mária: Ritka, mint a fehér nyúl (Tarcsay Zoltán: Valahol félúton), Apokrif, 2011
- Urbán Csilla: Bármeddig nézhetjük a tájat, akkor sem lesz a miénk (Norman Jope: Gólyák és rétesek – fordította: Tarcsay Zoltán), Apokrif, 2018
- Bödecs László: Hungarikumok ínyenc fogyasztója (Norman Jope: Gólyák és rétesek), SZIFOnline, 2018
- Tóth Anikó: Kalandos olvasás (Tarcsay Zoltán: A befejezhetetlen), Apokrif, 2023